# Theodric Bernicijský
Theodric nebo Ðeodric možná vládl v letech 572 až 579. Byl pátým známým vládcem anglosaského království Bernicie.
Theodric byl syn Idy Bernicijského, zakladatele Bernicijského království, a bratr svého předchůdce Æthelrica. O Theodricově životě a vládě je známo jen málo. Urien, král Rhegedu, údajně Theodrica a jeho syny tři dny obléhal na ostrově Lindisfarne. Theodric byl ztotožňován s anglickým vládcem přezdívaným ve velštině Fflamddwyn, který byl podle středověké velšské poezie zabit v bitvě Urienovým synem Owainem mab Urienem poté, co se Owain se odmítl vzdát.
O době Theodricovy vlády se vedou dohady.